# Studi biblici

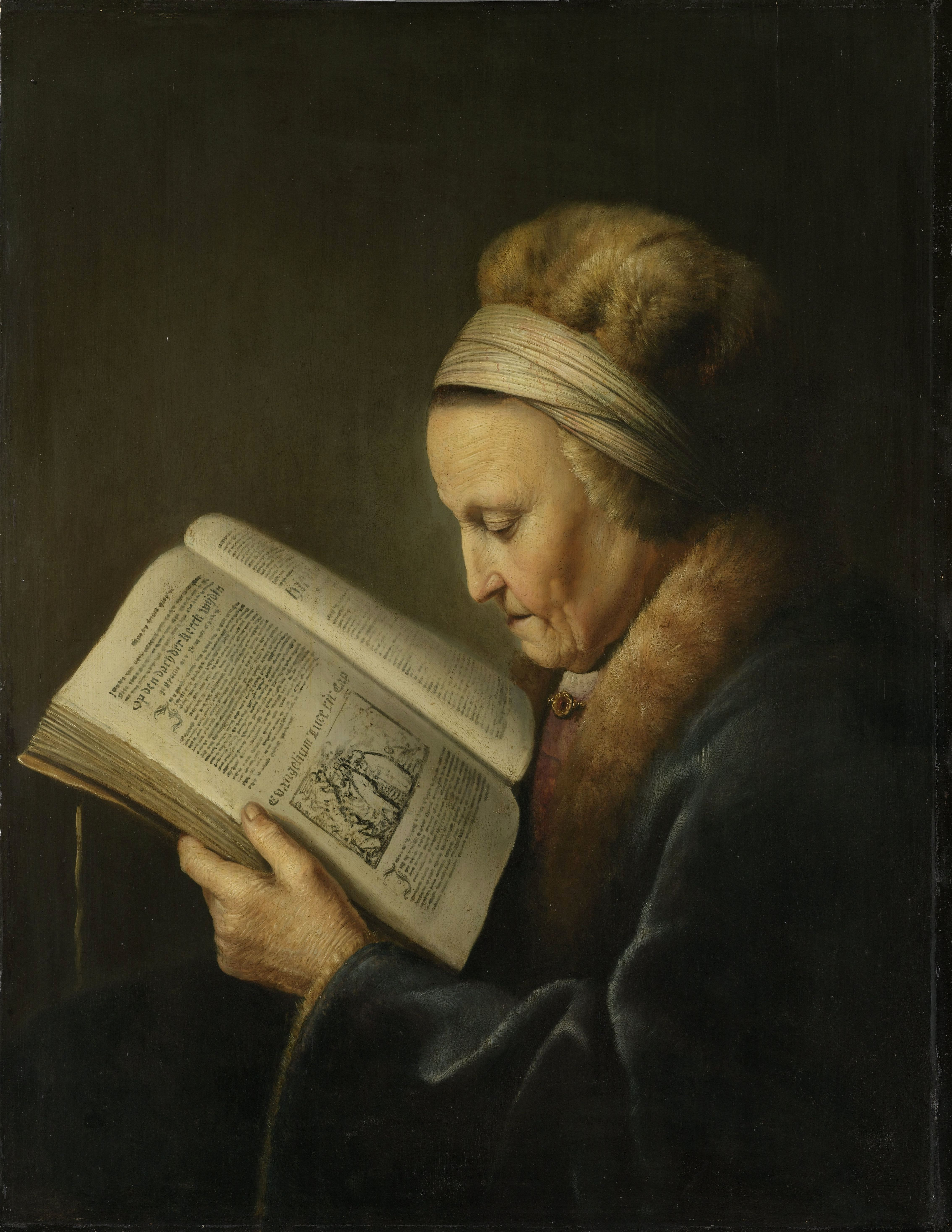
Donna anziana che legge la Bibbia (o La madre di Rembrandt), dipinto di Gerard Dou

Gli studi biblici o biblistica sono lo studio accademico della Bibbia e dei testi ad essa collegati. Nell'ebraismo la Bibbia è costituita dalla Bibbia ebraica, anche nota come Tanakh, dall'acronimo dei nomi ebraici per le parti in cui è divisa (Torah, Nevi'im, Ketuvim); nel cristianesimo la Bibbia è tradizionalmente composta da Antico Testamento e Nuovo Testamento. Altri testi di interesse degli studiosi biblici sono gli apocrifi dell'Antico Testamento, gli apocrifi del Nuovo Testamento e molti testi delle posizioni anti-nicene delle origini del cristianesimo, come pure la letteratura ebraica delle origini.
Vi sono due approcci principali agli studi biblici. Il primo studia la Bibbia come una creazione umana, e prende il nome di critica biblica; è un approccio adottato nel mondo accademico laico e permette di considerare gli studi biblici come un sottocampo degli studi religiosi. Un altro approccio è lo studio religioso della Bibbia, in cui si assume che essa abbia un'origine divina; questo approccio è un ramo della teologia, ed è anche noto come ermeneutica biblica.
Metodologicamente e teoricamente questo campo di studi utilizza diverse discipline, come storia, archeologia, critica letteraria, filologia e sempre più frequentemente le scienze sociali.